# Vrhje
Vrhje – wieś w Słowenii, w gminie Brežice. W 2018 roku liczyła 214 mieszkańców.